# Richard von Conta
Richard (Ricardo) von Conta (n. Münster, Imperio Alemán; 27 de octubre de 1888 - f. Osorno, Chile; 10 de agosto de 1966), fue un diplomático alemán quien ejerció como Cónsul de la Alemania nazi en la ciudad de Osorno, sur de Chile, entre los años 1939 y 1943, durante la Segunda Guerra Mundial.

## Reseña biográfica
Hijo homónimo de un prestigioso General del ejército imperial alemán que combatió en la Primera Guerra Mundial, Richard von Conta hizo su formación escolar en Wiesbaden y más tarde realizó estudios superiores de comercio en Bremen. En 1912 llegó al sur de Chile para ejercer como agricultor en la zona de Osorno, participando activamente en los espacios de sociabilidad de origen germano, por ejemplo, el club alemán y la iglesia luterana. Desde 1932 von Conta adhirió políticamente al NSDAP, haciéndose miembro del partido y llegando luego a ser su Ortsgruppenleiter o jefe local.
Desde 1939 y hasta que Chile rompió relaciones con las potencias del Eje en enero de 1943, von Conta fue el representante oficial de la Alemania nazi en Osorno. Tras la ruptura diplomática de 1943 el Viceconsulado alemán local dejó de funcionar, entregando su documentación al Consulado español para la zona de Valdivia y Osorno. Von Conta, en tanto, fue investigado por espionaje por la policía civil nacional, sin que ésta obtuviera mayores resultados en su caso, abandonando Chile por la vía diplomática el 29 de septiembre de 1943. Las relaciones bilaterales Alemania-Chile a nivel de representantes se reactivaron en 1952 con el nombramiento del Dr. Carl von Campe como Embajador de la República Federal de Alemania en el país, luego de lo cual se reabrieron sucesivamente consulados germanos en diversas ciudades de regiones.
Durante la Posguerra Von Conta retornó a Chile para establecerse nuevamente en Osorno, lugar donde falleció en agosto de 1966. Sus restos descansan en el cementerio alemán local.